# Apollo-Programm

Logo des Apollo-Programms

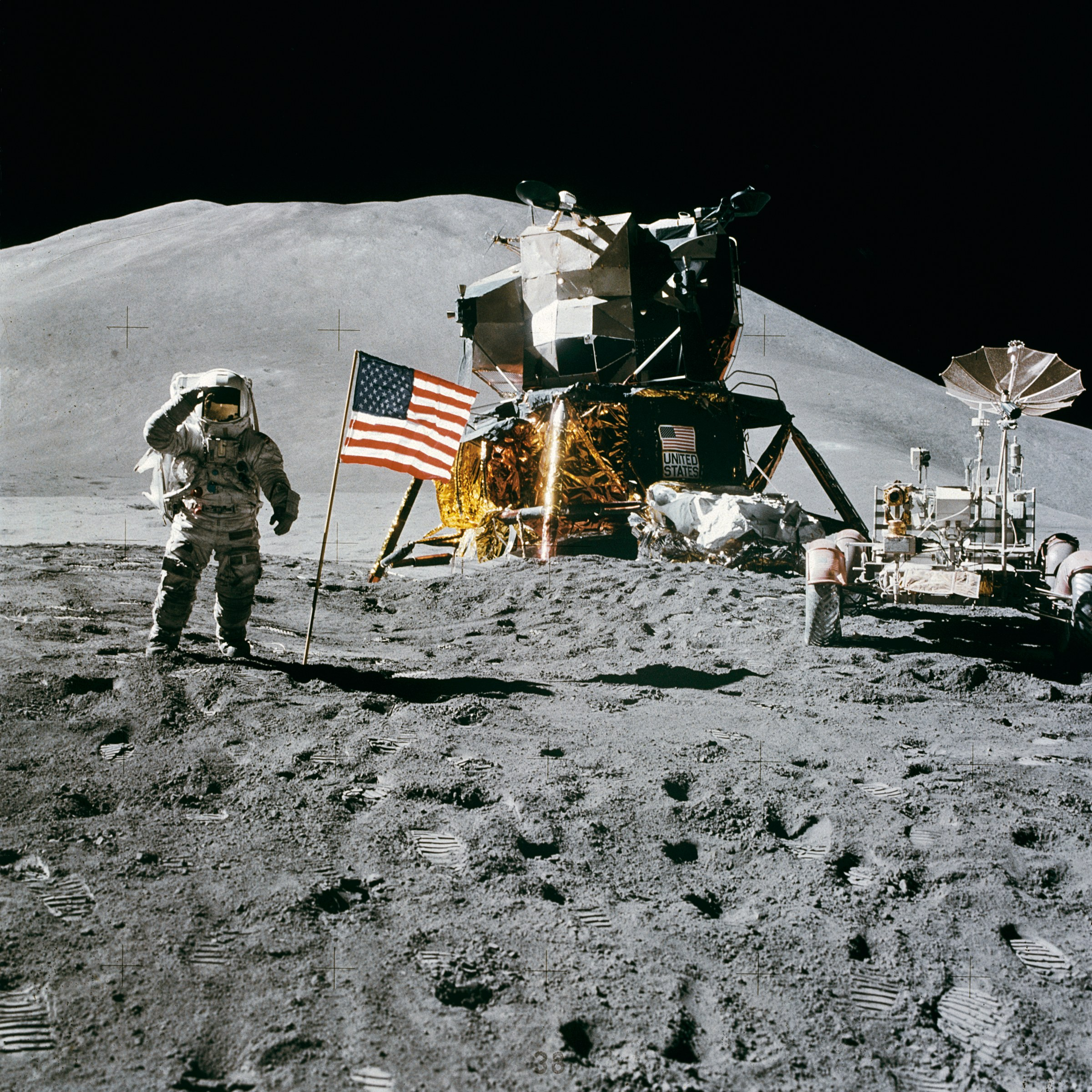
Die Mondlandefähre von Apollo 15 sowie der Astronaut Irwin und das Mondauto (Lunar Roving Vehicle)

Das Apollo-Programm war ein Raumfahrtprojekt der USA. Es brachte in neun gut einwöchigen Mondflügen mit je dreiköpfiger Besatzung in Apollo-Raumschiffen zum ersten und bislang einzigen Mal insgesamt 24 Menschen zum Mond, d. h. in Umlaufbahnen, und 12 davon auch auf dessen Oberfläche. Das Programm wurde von der zivilen Bundesbehörde National Aeronautics and Space Administration (NASA) zwischen 1961 und 1972 betrieben und erfüllte im Juli 1969 das von Präsident Kennedy 1961 ausgerufene Ziel, bis zum Ende des Jahrzehnts einen Mann zum Mond und sicher zurück zur Erde zu bringen.
Die ersten Erfolge in der Weltraumfahrt wurden von der UdSSR erzielt; der Sputnik-Schock von 1957 sowie der Flug von Juri Gagarin 1961 brachten die untereinander konkurrierenden Raketentruppen der amerikanischen Teilstreitkräfte in Zugzwang. Einfache Weltraumflüge wurden im Mercury-Programm absolviert. In mehreren Schritten erprobte die NASA Techniken, die für eine Mondlandung wichtig sein würden, wie z. B. das Navigieren und Koppeln von Raumschiffen im All oder das Verlassen eines Raumschiffs im Raumanzug. Viele wichtige Tests wurden in der Vorbereitung mit zwei Mann Besatzung im Gemini-Programm durchgeführt. Im Dezember 1968 wurde die große Saturn-V-Rakete erstmals bemannt gestartet, damit konnten weit über 100 Tonnen Nutzlast in den Weltraum gebracht werden, genug Treibstoff, um ein betankt 30 Tonnen schweres Raumschiff auf ca. 39000 km/h zu beschleunigen und nach mehreren Tagen den circa 380.000 km entfernten Mond zu erreichen. Mit Apollo 8 wurde diese Pioniertat auf Anhieb vollbracht, damit verließen erstmals Menschen die erdnahen Umlaufbahnen und erreichten drei Tage später die Mondumlaufbahn; zudem wurden symbolträchtige Fotos erstmals von Menschen aufgenommen, die Erde als Ganzes (Blaue Murmel) sowie ein Erdaufgang über dem Mond. Die erste von sechs bemannten Mondlandungen wurde am 20. Juli 1969 von Apollo 11 durchgeführt. Bei Apollo 13 trat eine schwere Panne auf, die Besatzung konnte aber nach einer halben Mondumrundung sicher auf der Erde landen. Nach der sechsten Landung im Dezember 1972 mit Apollo 17 wurden die Mondlandungen (auch) aus Kostengründen eingestellt, die vorhandenen Raketen für Skylab und Apollo-Sojus genutzt.
Seit 1972 hat kein Mensch mehr die erdnahen Umlaufbahnen verlassen, geschweige denn den ca. 1000-mal weiter entfernten Mond erreicht oder gar betreten, jedoch verfolgen mehrere Länder neue bemannte oder unbemannte Mondprogramme.

## Name
Der Name „Apollo“ war eine Idee des NASA-Managers Abe Silverstein, damals Leiter der Abteilung für Raumfahrt-Programme (Office of Space Flight Programs). Er bezog sich dabei auf den Gott Apollon der griechischen Mythologie, dem Gott der Sonne, der Heilkunst, Weissagung, Dichtkunst, Musik und der Bogenschützen. NASA-intern wurde der Name vom NASA-Direktor Glennan am 9. Juli 1960 genehmigt. Öffentlich verkündet wurde der Name vom stellvertretenden Leiter der NASA, Hugh Latimer Dryden, am 28. Juli 1960 bei der Eröffnung einer Konferenz der NASA mit Vertretern der Raumfahrt-Industrie.

## Konzepte

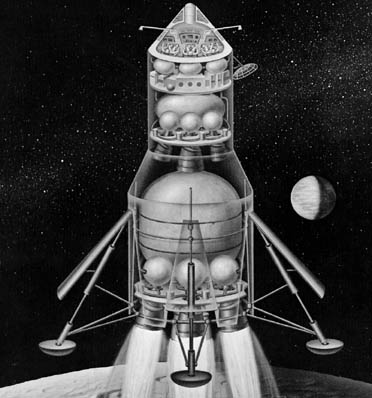
Früher Konfigurationsentwurf für ein Direktflug- oder EOR-Konzept (NASA, 1961)

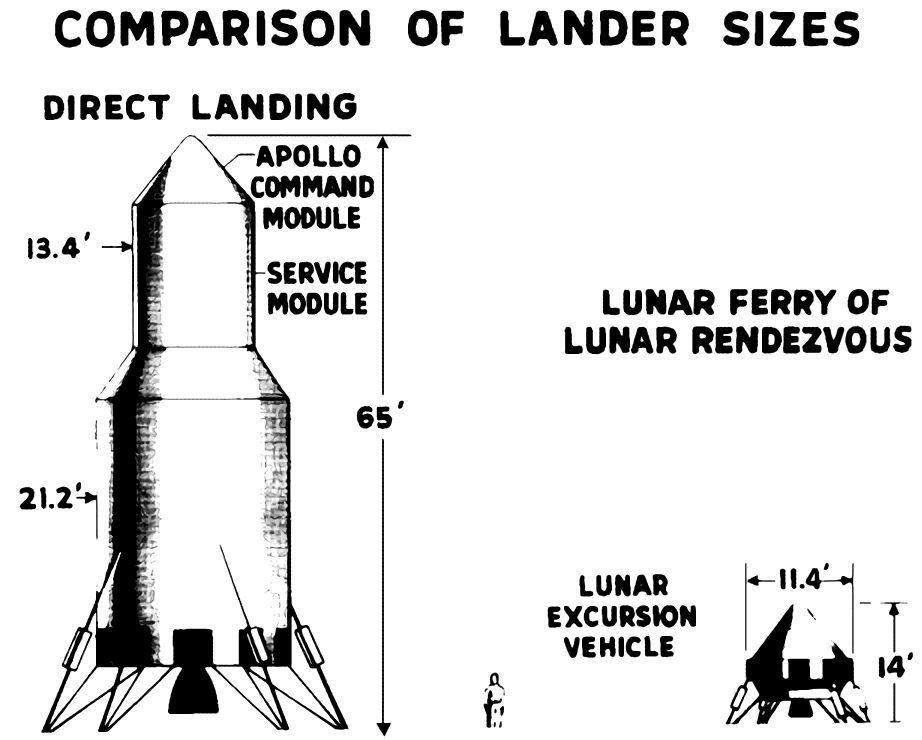
Größenvergleich zweier Mondlandefähren in einer frühen Konzeptstudie des Apollo-Programms: Direktflug (links) und LOR (rechts)

Im Juli 1960, noch bevor das Mercury-Programm erste Erfolge aufzuweisen hatte, fand in Washington eine Konferenz statt, auf der die NASA und verschiedene Industriebetriebe einen Langzeitplan für die Weltraumfahrt erarbeiteten. Geplant war eine bemannte Mondumrundung, von einer Landung war zu diesem Zeitpunkt noch nicht die Rede.
Die Konfiguration des Mondfluges war zunächst unklar. Die ersten Planungen der 1960er Jahre sahen ein einziges Raumschiff für die Landung auf dem Mond und die Rückkehr zur Erde vor, da unklar war, ob ein Rendezvousmanöver und die Kopplung zweier Raumfahrzeuge möglich wären. Genauere Studien gingen von vier möglichen Strategien aus:
- Direktflug: Eine einzige Rakete startet mit dem Raumschiff, das als Ganzes auf dem Mond landet und (als Ganzes oder nur das Oberteil) wieder zur Erde zurückkehrt.
- Montage in der Erdumlaufbahn (EOR – Earth Orbit Rendezvous): Die Komponenten der Missionen werden einzeln gestartet und in der Erdumlaufbahn montiert, auch hier landet das gesamte Raumschiff auf dem Mond.
- Mondumlaufbahn-Rendezvous (LOR – Lunar Orbit Rendezvous): Das Raumfahrzeug trennt in der Mondumlaufbahn ein Landeteil ab, der zum Mond fliegt. Dafür ist nach dem Wiederaufstieg ein Rendezvous- und Umsteigemanöver erforderlich.
- Versorgungsschiff am Mond (LSR – Lunar Surface Rendezvous): In diesem Konzept müsste zuvor ein unbemanntes Versorgungsschiff auf den Mond gebracht werden. Die bemannte Mission hätte an dieser Stelle landen müssen, um den Treibstoff für die Rückreise aufzunehmen.

Das letzte Konzept wurde als erstes verworfen. Und für einen Direktflug hätte das dafür nötige Trägersystem (Nova, Saturn C-8) deutlich größer als die Saturn V sein müssen. Auch das EOR-Konzept, das eine Vielzahl von Raketen erfordert hätte (man sprach von bis zu 15 Starts pro Mondflug), war mit mehr Aufwand und Kosten verbunden. Insbesondere auf Betreiben von John C. Houbolt, der die anfängliche Minderheitsmeinung LOR hartnäckig und ohne Rücksicht auf Hierarchien vertrat, ging man daher Ende 1961 zu einer komplexeren, aber optimierten Konfiguration aus getrennten Raumfahrzeugen über. Dies ermöglichte nicht nur, mit einer einzigen Rakete auszukommen, sondern erlaubte auch die Optimierung der einzelnen Komponenten auf ihren genauen Zweck.

## Planung
Mit Gemini 12 war im November 1966 das Gemini-Programm beendet, es war nicht absehbar, dass erst zwei Jahre später wieder US-Astronauten ins Weltall fliegen würden. Der eigentliche NASA-Plan sah sieben Missionen A bis G vor, als Meilensteine zur ersten bemannten Mondlandung mit Komponenten des Apollo-Programms. Nach der Katastrophe von Anfang 1967, rückwirkend Apollo 1 genannt, gab es viele Änderungen und Verzögerungen, bis Ende 1968 endlich wieder bemannte NASA-Flüge durchgeführt wurden, jeweils mit dreiköpfiger Besatzung. Die Nummerierung der Apollo-Einsätze ist daher abweichend:
- Mission A: Unbemannter Test der Saturn V und des Apollo-Raumschiffs in einer Erdumlaufbahn (zweimal durchgeführt mit Apollo 4 und Apollo 6 ab Ende 1967).
- Mission B: Unbemannter Test der Apollo-Mondlandefähre (LM für Lunar Module) (durchgeführt mit Apollo 5 im Januar 1968).
- Mission C: Bemannter Test des Apollo-Raumschiffs im Erdorbit (durchgeführt mit Apollo 7 und Saturn-1B-Rakete, Oktober 1968).
  - Mission C': Erster bemannter Test der Saturn V, noch ohne Mondlandefähre, aber gleich zum Mond (Apollo 8 im Dezember 1968).
- Mission D: Test der Kombination aus Kommandomodul und Landefähre in einem erdnahen Orbit (Apollo 9 im März 1969).
- Mission E: Test der Kombination aus Kommandomodul und Landefähre in einem erdfernen Orbit (Mission wurde gestrichen bzw. vorgezogen und verändert, die Mannschaft übernahm eine zusätzliche Mission C′ Apollo 8 als Mondflug).
- Mission F: Test der Kombination aus Kommandomodul und Landefähre in einem Mondorbit (durchgeführt mit Apollo 10 im Mai 1969).
- Mission G: Erste Landung auf dem Mond (durchgeführt mit Apollo 11 im Juli 1969).

Die mit Apollo 8 durchgeführte erste Reise zum Mond mit mehreren Umkreisungen, an Weihnachten 1968, war von der NASA eigentlich nicht vorgesehen und wurde mit der Bezeichnung Mission C′ zwischen die Missionen C und D eingeschoben. Da die „Mondrakete“ Saturn V nun zur Verfügung stand, eine Mondfähre aber erst in einigen Monaten einsatzfähig war, die UdSSR schon mit dem Zond-Programm Lebewesen zum Mond geschickt hatte und das letzte Jahr der 1960er bevorstand, wurde ein erster bemannter Saturn-V-Flug vorgezogen, ohne Testauftrag, aber gleich bis zum Mond ausgedehnt.
Zusätzlich wurden Missionen H, I und J geplant:
- Mission H: Landung auf dem Mond mit erweiterten wissenschaftlichen Experimenten (durchgeführt mit Apollo 12 und Apollo 14, Apollo 13 nicht erfolgreich; Apollo 15 war ursprünglich ebenfalls als H-Mission vorgesehen).
- Mission I: Bemannte Flüge in der Mondumlaufbahn zu Forschungszwecken; keine Landung beabsichtigt. Konkrete Planungen für I-Missionen hat es nicht gegeben, Apollo 8, 10 und auch 13 waren jedoch ohne Landung beim Mond
- Mission J: Landung auf dem Mond mit erweiterten wissenschaftlichen Experimenten und dem Mondrover (durchgeführt mit Apollo 15, Apollo 16 und Apollo 17).

## Aufwand und Kosten
Das Apollo-Mondprogramm kostete 25,4 Milliarden US$, dem entsprechen im Jahre 2025 inflationsbereinigt rund 190 Milliarden US$. Kritikern wurde entgegnet, dass das Geld komplett auf der Erde ausgegeben wurde, und für 400,000 Menschen.

## Wettlauf der Systeme
Durch den Start von Sputnik 1 im Jahre 1957, die erste unbemannte harte Mondlandung 1959 durch Lunik 2 und den ersten bemannten Raumflug von Juri Gagarin mit Wostok 1 im April 1961 war die Sowjetunion zu Beginn des Zeitalters der Raumfahrt zur führenden Raumfahrtnation aufgestiegen. Die USA suchten nach einem Gebiet in der Raumfahrt, auf dem sie die Sowjetunion schlagen könnten. Die bemannte Mondlandung wurde dafür als geeignet angesehen.

### Das Apollo-Programm der USA
Am 25. Mai 1961, eineinhalb Monate nach dem Flug von Gagarin, hielt US-Präsident John F. Kennedy vor dem Kongress eine erste berühmte Rede, in der er seiner Nation die Aufgabe stellte, noch im selben Jahrzehnt Menschen auf dem Mond landen zu lassen und sicher wieder zur Erde zurückzubringen. Mit den folgenden Worten fiel der Startschuss für das Apollo-Programm:

“I believe that this nation should commit itself to achieving the goal, before this decade is out, of landing a man on the moon and returning him safely to the earth. No single space project in this period will be more impressive to mankind or more important for the long-range exploration of space; and none will be so difficult or expensive to accomplish.”

„Ich glaube, dass dieses Land sich dem Ziel widmen sollte, noch vor Ende dieses Jahrzehnts einen Menschen auf dem Mond landen zu lassen und ihn wieder sicher zur Erde zurückzubringen. Kein einziges Weltraumprojekt wird in dieser Zeitspanne die Menschheit mehr beeindrucken oder wichtiger für die Erforschung des entfernteren Weltraums sein; und keines wird so schwierig oder kostspielig zu erreichen sein.“

Das Vorhaben war nicht unumstritten, Kritiker wie der Amtsvorgänger Eisenhower bemängelten hohe Kosten, Vernachlässigung der militärischen Belange, oder Sinnhaftigkeit generell. Kennedy musste weiterhin für das Programm werben, die Bevölkerung dafür begeistern. Am 12. September 1962 hielt der junge Präsident eine weitere bedeutende Rede im Stadion der Rice University in Houston, die Gelände für das Lyndon B. Johnson Space Center gestiftet hat, die bekannt ist als „We choose to go to the Moon“. Er verglich eine Mondlandung mit sämtlichen Voraussetzungen an Präzision, Leistung und Zeitdruck mit der Everest-Erstbesteigung, mit dem ersten Atlantik-Flug, und auch mit den Football-Spielen des kleinen Privatuniversität-Teams Rice Owls gegen die übermächtigen Texas Longhorns der viel größeren Universität: man macht es nicht weil es einfach ist, sondern weil es schwierig ist.
Unter Leitung Wernher von Brauns, Direktor des Marshall Space Flight Centers in Huntsville (Alabama), wurde für den bemannten Mondflug die Saturn V gebaut, die bis zum Starship von 2022 größte Rakete. Alle 13 Starts der Saturn V waren erfolgreich, was aufgrund ihrer großen Leistung und Komplexität durchaus beachtenswert ist.
Das MIT Instrumentation Laboratory entwickelte für die Apollo-Raumfahrzeuge ein spezielles Trägheitsnavigationssystem, das sogenannte Primary Guidance, Navigation and Control System (PGNCS, ausgesprochen: pings). Der darin enthaltene Apollo Guidance Computer (AGC) war das erste Gerät, in dem integrierte Schaltkreise (IC) eingesetzt wurden. Das Project FIRE sollte Technologien für den notwendigen Hitzeschild der Apollo-Kommandokapsel entwickeln und testen.
Als Vorbereitung auf die Mondlandung lief parallel zum Apollo-Programm bis Ende 1966 das Gemini-Programm, mit dem Erfahrungen zu Rendezvous-Manövern, Navigation und Arbeiten außerhalb eines Raumfahrzeuges im Weltall (extra-vehicular activity, EVA, „Weltraumspaziergang“) gesammelt werden konnten.
Am 27. Januar 1967 erlitt die US-Raumfahrt einen schweren Rückschlag: Bei Bodentests brach an der Spitze der unbetankten Rakete im Apollo-Kommandomodul CM 012 ein Feuer aus, bei dem die drei Astronauten Gus Grissom, Ed White und Roger Chaffee ums Leben kamen. Die Kommandokapsel war nicht mit gewöhnlicher Luft, sondern mit reinem Sauerstoff bei atmosphärischem Überdruck gefüllt. Dadurch wurde binnen weniger als einer Minute aus einem kleinen elektrischen Funken ein Feuer, in dem die Männer ums Leben kamen. Umfangreiche Änderungen an der Kommandokapsel waren die Folge. Dem Test wurde nachträglich die Bezeichnung Apollo 1 verliehen.
Fast zwei Jahre flog kein US-Amerikaner ins Weltall. Erst Ende 1968 wurden wieder bemannte Flüge aufgenommen, ein erster symbolträchtiger Erfolg war der Flug von Apollo 8 zum Mond mit zehn Umkreisungen. Nach zwei weiteren Apollo-Flügen, einer davon zum Mond, konnte die Aufgabe Kennedys an die US-Nation, vor Ende der 1960er Jahre einen Menschen auf den Mond und sicher wieder zur Erde zurückzubringen, mit der erfolgreichen Mondlandung von Apollo 11 am 20. Juli 1969 erstmals erreicht werden. Insgesamt sechs erfolgreiche Landungen, sowie aufgrund Defekt ein weiterer Mondflug ohne Landung, bestätigen die Beherrschung von Wissenschaft und Technik diesbezüglich. Obwohl ursprünglich noch weitere Starts geplant waren, wurde das Mondlandungs-Programm nach der sechsten erfolgreichen Mission (Apollo 17) beendet und die Raketen stattdessen erdnah für Skylab sowie Apollo-Sojus verwendet.

### Das bemannte Mondprogramm der Sowjetunion
Gleichzeitig zu dem Apollo-Programm arbeitete auch die sowjetische Raumfahrt daran, Menschen zum bzw. auf den Mond zu bringen. Mit den Zond-Sonden wurden modifizierte Sojus-Raumschiffe unbemannt aber teils mit Tieren an Bord zum Mond gestartet und nach einem Mondumlauf wieder zur Erde gebracht. Dies diente dem Test des Raumschiffs, das für einen folgenden bemannten Mondflug gedacht war. Zond-5 umkreiste im September 1968 den Mond, kam jedoch bei der Rückkehr vom Kurs ab und musste aus dem Indischen Ozean geborgen werden, die Landung war eigentlich für das sowjetische Territorium geplant. Scherzhalber täuschten drei Kosmonauten per Funk vor, sie wären an Bord von Zond-5, alles liefe normal, sie würden nun landen. Der Funkverkehr vom Mond wurde natürlich auch von US-Stellen abgehört und sorgte dort für Aufregung. Im Oktober 1970 wurde das Testprogramm mit Zond-8 beendet.
Parallel arbeitete die Sowjetunion auch an einer Rakete für eine Mondlandemission, die ähnlich wie bei Apollo mit einer einzigen Rakete gestartet werden sollte. Dafür wurde die N1-Rakete entwickelt. Diese ist jedoch bei allen vier Teststarts, die zwischen 1969 und 1972 erfolgten, vor dem Erreichen einer Erdumlaufbahn explodiert. Daraufhin und angesichts der Tatsache, dass die US-Amerikaner bereits erfolgreich auf dem Mond gelandet waren, gab die Sowjetunion ihr bemanntes Mondprogramm auf. Erst nach dem Zerfall der Sowjetunion Anfang der 1990er-Jahre kamen detaillierte Informationen über dieses Programm und die N1-Rakete an die Öffentlichkeit.

## Mondlandungen

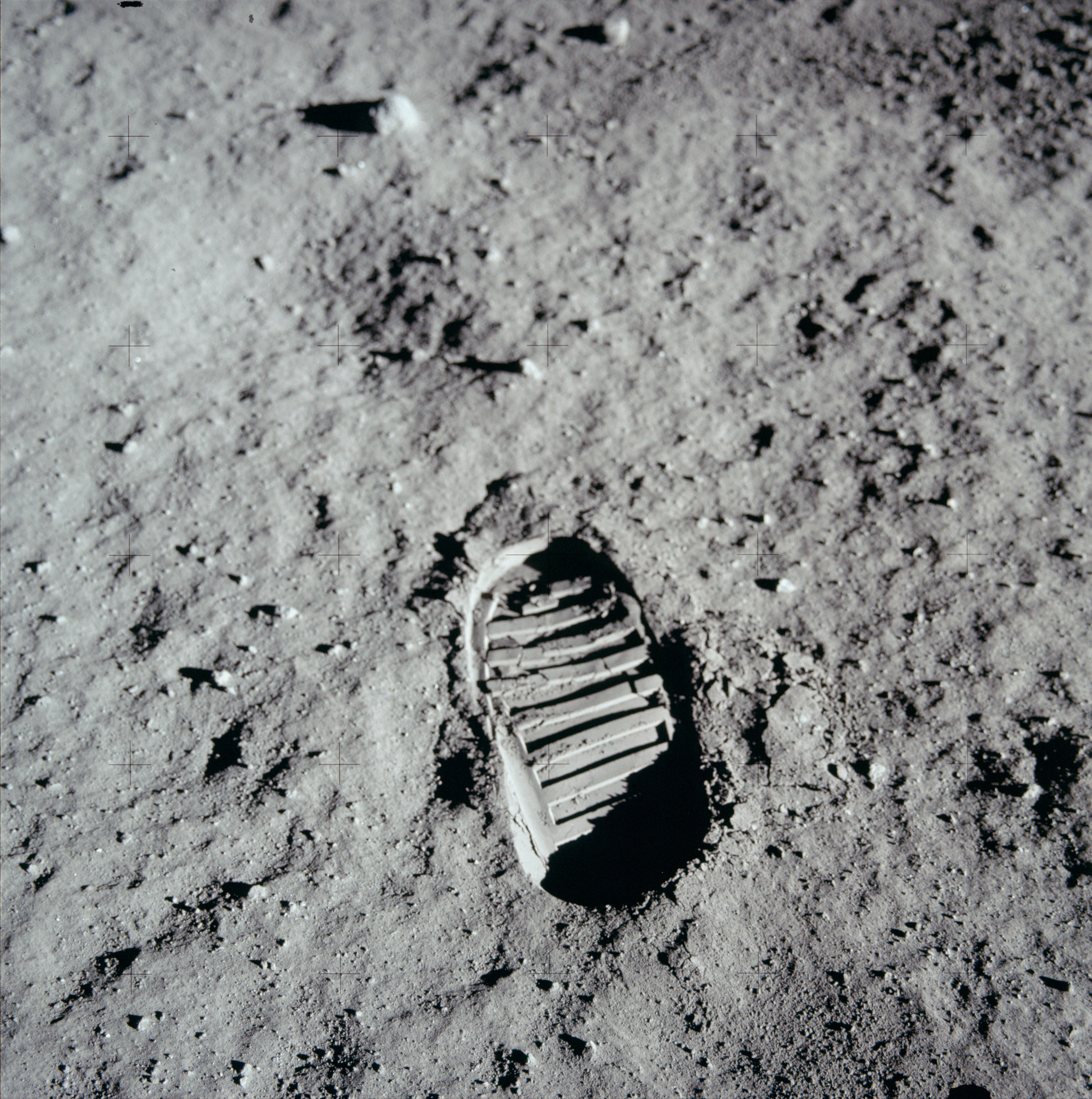
Stiefelabdruck von Buzz Aldrin auf dem Mond (Apollo 11), aufgenommen mit einem Biogon-Objektiv von Carl Zeiss

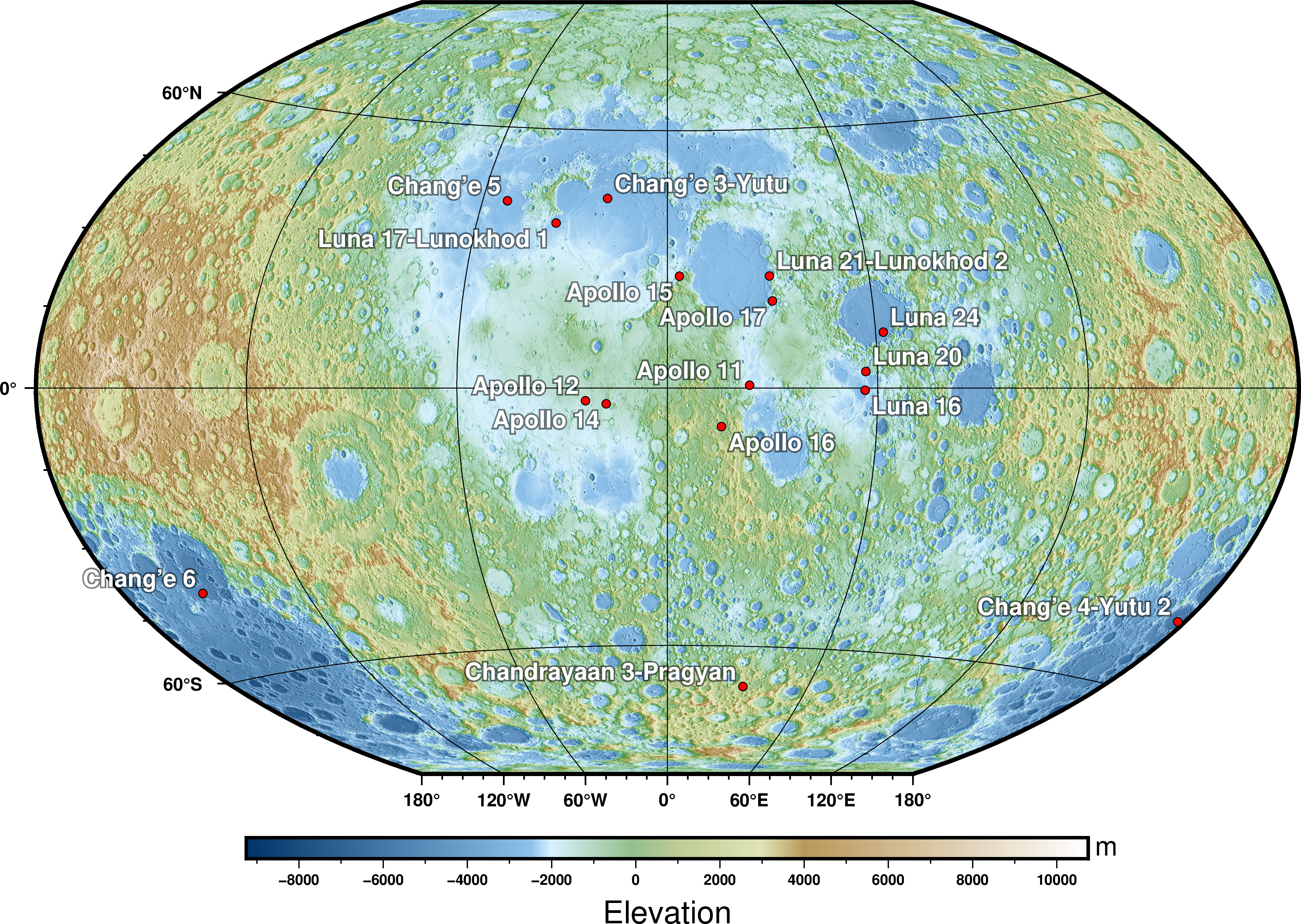
Landepunkte aller Apollo-Landefähren sowie anderer unbemannter Landefähren (SU, CN, IN)

Bereits bei Apollo 10 wurde die Mondfähre abgekoppelt, um alle Manöver außer der Landung selber durchzuexerzieren. Die Fähre näherte sich der Mondoberfläche bis auf 14 km und nahm Landezonen in Augenschein. Damit waren fast alle Vorbereitungen erfolgreich, es fehlte nur noch die eigentliche Landung, Ausstieg der Besatzung sowie Rückkehr zum Servicemodul.
Im Rahmen der Mission Apollo 11 kam es zu Problemen mit der automatischen Steuerung und es lagen Felsen im vorgesehenen Landebereich, aber Neil Armstrong landete den „Adler“ erfolgreich manuell an einer geeigneten Stelle, am 20. Juli 1969 um 21:17 Uhr (MEZ, in Nordamerika war es Nachmittag); er und Buzz Aldrin waren die ersten beiden Menschen in einem Raumschiff auf der Mondoberfläche. Nach einer Pause, sechs Stunden später und zur besten US-Sendezeit, in Europa am 21. Juli um 03:56:20 Uhr MEZ, betrat Neil Armstrong im Mare Tranquillitatis als erster Mensch den Mond. Dabei sprach er den berühmt gewordenen Satz:

“That’s one small step for [a] man, one giant leap for mankind. (anhörenⓘ)”

„Dies ist ein kleiner Schritt für einen Menschen, ein großer Sprung für die Menschheit.“

Das „a“ vor „man“ wurde in späteren Texten hinzugefügt, um den Sinn zu erhalten, obwohl es im Funkverkehr nicht zu hören war. Armstrong wurde später gefragt, ob er es tatsächlich nicht gesagt habe, aber er konnte sich nicht mehr daran erinnern. Daher bleibt ungeklärt, ob es durch Störungen im Funkverkehr verloren gegangen ist oder tatsächlich nicht gesagt wurde.
Der dritte Astronaut, Michael Collins, umkreiste im Apollo-Mutterschiff den Erdtrabanten alleine, bis zur Rückkehr der Landeeinheit Eagle zeitweise mehrere Tausend Kilometer von der Landestelle entfernt als „einsamster Mensch im Weltall“.
Im Rahmen des Apollo-Programms wurden insgesamt sechs Mondlandungen durchgeführt. Damit haben bis heute 12 Menschen, allesamt US-Amerikaner, den Mond betreten. Harrison H. Schmitt – Mondfährenpilot von Apollo 17, Geologe, und einziger reiner Wissenschaftler auf dem Mond – setzte als bislang letzter Mensch am 12. Dezember 1972 seinen Fuß auf den Mondboden. Eugene Cernan ist bislang der letzte Mensch, der auf dem Mond war, da er als Kommandant von Apollo 17 als letzter in die Mondfähre einstieg.
Im Juli 2009 übermittelte die Mondsonde Lunar Reconnaissance Orbiter Aufnahmen der Landestellen von Apollo 11, 14, 15, 16 und 17.

## Der „erfolgreiche Fehlschlag“ von Apollo 13
Nach zwei erfolgreichen Mondlandungen war die Spannung aus dem Apollo-Programm gewichen. Als Routineflug von der Öffentlichkeit kaum wahrgenommen, starteten mit Apollo 13 am 11. April 1970 die Astronauten Jim Lovell, Jack Swigert und Fred Haise. Als auf dem Weg zum Mond ein Tank mit flüssigem Sauerstoff im Servicemodul explodierte und damit das Leben der drei Männer bedroht war, wurde die gesamte Weltöffentlichkeit auf die Mission aufmerksam. Die Astronauten konnten sich nur dadurch retten, dass sie die Mondlandefähre als „Rettungsboot“ zweckentfremdeten. Zudem mussten sie aus Bordmitteln Gerätschaften zur Verringerung des CO2-Anteils in der Luft bauen; diese wurde am Boden mit denselben Mitteln durchexerziert. Da das Raumschiff zum Zeitpunkt des Unfalls schon die Erdumlaufbahn in Richtung Mond verlassen hatte und für eine sofortige direkte Umkehr der Treibstoff bei weitem nicht ausgereicht hätte, führte der einzige Weg zurück zur Erde um den Mond herum, wobei das Raumschiff durch ein Swing-by-Manöver mit Hilfe der Mondanziehung wieder in Richtung Erde katapultiert wurde. An eine Mondlandung war nicht mehr zu denken; zwar hätte die Mondfähre mit zwei Mann abdocken können, aber dadurch wäre der dritte Mann alleine im beschädigten Teil, und sehr gefährdet.
Nach einer halben Mondumrundung und knapp 88 Stunden nach der Havarie gelang am 17. April 1970 die Landung im Pazifik, wofür die Astronauten wieder ins beschädigte Servicemodul umsteigen mussten, da nur dieses einen Hitzeschild für den Wiedereintritt hatte. Kurioserweise war die Besatzung von Apollo 13 durch ihre kaum durch Manöver verlangsamte schwungvolle Mondumrundung diejenigen Menschen, die bislang am weitesten von der Erde entfernt waren, wenngleich ungeplant. Trotz der gescheiterten Mondlandung wird Apollo 13 dennoch als Erfolg gewertet, weil es erstmals gelungen war, Astronauten mit Improvisationen aus einer Notlage im Weltraum zu retten und wieder lebend auf die Erde zu bringen. Kommandant Jim Lovell bezeichnete später den Verlauf der einzigen Mission des Apollo-Programms, die vorzeitig abgebrochen werden musste, als „erfolgreichen Fehlschlag“. Flugdirektor Gene Kranz nannte sie „die größte Stunde der NASA“ (NASA’s finest hour).
Von den dramatischen Ereignissen handelt der 1995 gedrehte Film Apollo 13 mit Tom Hanks als Jim Lovell in der Hauptrolle.

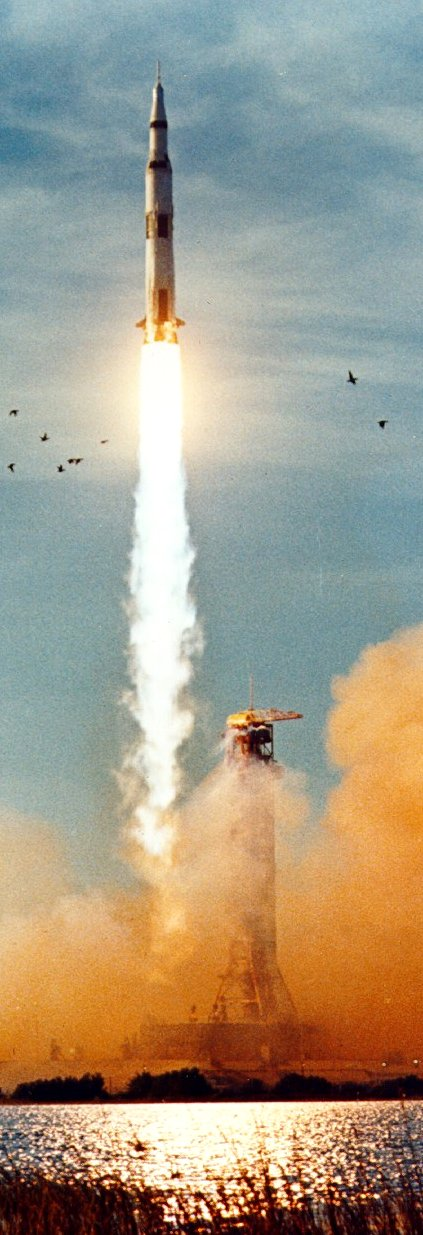
Start der Apollo-8-Mission

## Typischer Apollo-Missionsverlauf

Original-Cockpit des Kommandomoduls (CSM) von Apollo 11, der ersten Apollo-Mission mit Landung auf dem Mond. Es befindet sich im National Air and Space Museum. (Blick von oben, Digitalfoto von 2007)

### Start von der Erdoberfläche
- Start am Kennedy Space Center
- Nach etwa 2 Minuten und 30 Sekunden Abtrennung der 1. Stufe S-IC in ca. 56 km Höhe, d. h. in der hohen Stratosphäre (Geschwindigkeit ca. 10.000 km/h)
- Unmittelbar anschließend Zündung der 2. Stufe S-II
- Kurz darauf Abtrennung des Triebwerksgehäuses (engine skirt, offiziell interstage genannt)
- 3 Minuten und 25 Sekunden nach dem Start Abtrennung des Rettungsraketensystems (launch escape tower)
- Abtrennung der 2. Stufe in ca. 185 km Höhe (Geschwindigkeit ca. 24.000 km/h) inkl. des kegelförmigen Adapters zur 3. Stufe
- Unmittelbar danach Zündung der 3. Stufe S-IVB, Einschwenken in eine nahe Erdumlaufbahn (Geschwindigkeit ca. 28.000 km/h), Abschalten der 3. Stufe

### Flug zum Mond
- Nach einigen Erdumrundungen Neuzündung der 3. Stufe, (TLI, Trans Lunar Injection) Ausdehnung des Orbits bis zum Mond (im Gegensatz zu einer häufigen Annahme keine Überschreitung der Fluchtgeschwindigkeit und Erdflucht (Apollo 8 erreichte 10,82 km/s – ca. 39.000 km/h[10] – auch auf dem Mond befindet man sich immer noch in einem Erdorbit)). Kritisch beim TLI war jedoch die Zeit, die nach dem ersten Brennschluss des J-2-Triebwerks und dessen erneuter Zündung verstreichen musste.
- Trennung des Apollo-Raumschiffs von der 3. Stufe und Mitnahme der Mondlandefähre in mehreren Schritten (TDM, transposition and docking maneuver):
  - Als Apollo-Raumschiff bezeichnet wird das kombinierte Kommando-/Versorgungsmodul (CSM, command/service module) mit dem kegelförmigen Kommandomodul als Aufenthaltsort der Astronauten und dem Versorgungsmodul in Zylinderform zuzüglich der 2,80 m langen Düse seines weiteren Raketentriebwerks
  - Trennung des Kommando-/Versorgungsmoduls vom auf der dritten Stufe sitzenden Stufenadapter (SLA, spacecraft lunar module adapter)
  - Öffnung und Abwurf des Stufenadapters – er hatte bisher die Mondlandefähre (LM, lunar module) umschlossen
  - 180°-Drehung des Kommando-/Versorgungsmoduls, so dass es mit seinem Bug an die Landefähre ankoppeln kann
  - Herausziehen der Landefähre aus ihrer in der dritten Stufe befindlichen Parkbucht
  - Die dritte Stufe, das letzte Teil der Saturn-V-Rakete, hat an diesem Punkt ausgedient. Vom Kontrollzentrum aus gesteuert wird sie entsorgt (d. h. in einen Sonnenorbit manövriert oder für seismische Untersuchungen auf Kollisionskurs mit dem Mond gebracht)
- Antriebsloser Flug zum Mond, ggfs. Korrekturmanöver

### Im Mondorbit
- Zündung des Triebwerks des Versorgungsmoduls zum Einschwenken in den Mondorbit (LOI, lunar orbit insertion) auf der Mondrückseite
- Umstieg von zwei Astronauten in die Landefähre, das Kommando-/Versorgungsmodul verbleibt mit einem Astronauten im Mondorbit
- Abkoppeln der Landefähre, Zündung des Landetriebwerks, um eine elliptische Mondumlaufbahn zu erreichen (DOI, descent orbit initiation) auf der Mondrückseite
- Abstieg zur Mondoberfläche und Landung
- Mondlandung im engeren Sinne: Astronauten führen Aktivitäten außerhalb des Raumschiffs durch (Außenbordeinsatz, extra-vehicular activity/EVA), d. h. sie erkunden die Mondoberfläche zu Fuß oder auf späteren Missionen mit dem Mondauto
- Währenddessen: Kommando-/Versorgungsmodul umkreist den Mond, Kameras und andere Instrumente im Versorgungsmodul untersuchen den Mond, Astronaut führt Beobachtungen durch und prüft mögliche Landeplätze für spätere Missionen
- Start von der Mondoberfläche. Die Abstiegsstufe dient als Startrampe und bleibt mit Flagge, Kamera, Auto und diverser anderer Ausrüstung auf der Oberfläche zurück. Die Astronauten und die Gesteinsproben fliegen in der Aufstiegsstufe in den Mondorbit.
- Rendezvous mit dem Kommando-/Versorgungsmodul, Ankoppeln, Umstieg der Astronauten, Abwurf der Aufstiegsstufe

### Rückflug zur Erde
- Zündung des Triebwerkes des Versorgungsmoduls (TEI, trans-earth injection) zum Verlassen des Mondorbits auf der Mondrückseite
- Antriebsloser Rückflug zur Erde, ggfs. Korrekturmanöver
- EVA, um die Filme aus den Kameras im Versorgungsmodul zu bergen (bei den Missionen Apollo 15 bis 17)
- Abwurf des Versorgungsmoduls, Ausrichten des Kommandomoduls für den Wiedereintritt
- Wiedereintritt in die Erdatmosphäre inklusive ca. dreiminütiger Funkstille (blackout), da die Reibungswärme das Raumschiff einen Strahl aus heißer, ionisierter Luft hinter sich herziehen lässt, der den Funkverkehr behindert
- Einsatz der Hochgeschwindigkeitsfallschirme (drogue parachutes)
- Abwurf der Hochgeschwindigkeitsfallschirme, Einsatz der Pilot- und Hauptfallschirme, die auf Bildern der Landungen als drei rot-weiße, runde Schirme klar zu erkennen sind
- Wasserung im Landegebiet
- Abwurf der Hauptfallschirme
- Falls das Kommandomodul mit der spitzen Seite nach unten im Wasser liegen sollte (Position „stable two“): Einsatz des Aufrichtungssystems (uprighting system), d. h. Aufblasen der an überdimensionale Fußbälle erinnernden Gassäcke, die auf Bildern ebenfalls klar zu erkennen sind
- Bergung durch einen Flugzeugträger; bei mehreren Missionen mit Hilfe des Helicopter 66
- Bei den ersten Missionen (bis Apollo 14) verblieben die Astronauten und Gesteinsproben aus Sicherheitsgründen für mehrere Wochen in Quarantäne

## Apollo-Missionen
| Mission   | Start und Landung           | Dauer           | Kommandant     | Pilot des Apollo-Raumschiffs | Pilot der Mondfähre | Missionsziel/Bemerkung |
| --------- | --------------------------- | --------------- | -------------- | ---------------------------- | ------------------- | --- |
| AS-201    | 26. Feb. 1966               | 00d 00h 37m 20s | unbemannt      |                              |                     | Erster Start der Saturn IB, suborbitaler Testflug des Apollo-Kommandomoduls |
| AS-203    | 05. Jul. 1966 05. Jul. 1966 | 00d 05h 59m 47s | unbemannt      |                              |                     | Erster orbitaler Start der Saturn IB, Testflug ohne Apollo-Raumschiff |
| AS-202    | 25. Aug. 1966               | 00d 01h 33m 02s | unbemannt      |                              |                     | suborbitaler Testflug des Apollo-Kommandomoduls |
| Apollo 1  | (27. Jan. 1967) kein Start  |                 | Gus Grissom    | Edward White                 | Roger Chaffee       | Am 27. Januar 1967 brach während eines Bodentests auf dem Starttisch bei reiner Sauerstoffatmosphäre in der Kabine Feuer aus, dabei kamen alle drei Astronauten ums Leben. |
| Apollo 4  | 09. Nov. 1967 09. Nov. 1967 | 00d 08h 36m 59s | unbemannt      |                              |                     | Erster Start der Saturn V, Testflug des Apollo-Kommandomoduls |
| Apollo 5  | 22. Jan. 1968               | 00d 011h 10m    | unbemannt      |                              |                     | Testflug der Mondlandefähre im Erdorbit |
| Apollo 6  | 04. Apr. 1968               | 00d 10h 22m 59s | unbemannt      |                              |                     | Zweiter Start der Saturn V, Testflug |
| Apollo 7  | 11. Okt. 1968 22. Okt. 1968 | 10d 20h 09m 03s | Walter Schirra | Donn Eisele                  | Walter Cunningham   | Erster bemannter Start der Saturn 1B. Tests in der Erdumlaufbahn ohne Mondfähre – erste Fernsehübertragung während einer US-Raumfahrt-Mission |
| Apollo 8  | 21. Dez. 1968 27. Dez. 1968 | 06d 03h 00m 42s | Frank Borman   | Jim Lovell                   | William Anders      | Erster bemannter Start der Saturn V und erster Flug von Menschen zum Mond, den sie 10-mal umrundeten. Es war noch keine Mondfähre an Bord, Mondfähren-Pilot Anders betätigte sich als Bordingenieur und Fotograf                                                                                  |
| Apollo 9  | 03. Mrz. 1969 13. Mrz. 1969 | 10d 01h 00m 54s | James McDivitt | David Scott                  | Rusty Schweickart   | Tests der Mondfähre in der Erdumlaufbahn – Rendezvous und Docking |
| Apollo 10 | 18. Mai 1969 26. Mai 1969   | 08d 00h 03m 23s | Tom Stafford   | John Young                   | Eugene Cernan       | Test der Mondfähre im Mondorbit, nähert sich der Mondoberfläche bis auf 14 km, war noch nicht für eine Landung ausgelegt |
| Apollo 11 | 16. Jul. 1969 24. Jul. 1969 | 08d 03h 18m 35s | Neil Armstrong | Michael Collins              | Buzz Aldrin         | Erste Mondlandung Landeplatz: Mare Tranquillitatis |
| Apollo 12 | 14. Nov. 1969 24. Nov. 1969 | 10d 04h 36m 25s | Pete Conrad    | Richard Gordon               | Alan Bean           | Landung bei der 1967 gestarteten Sonde Surveyor 3 Landeplatz: Oceanus Procellarum |
| Apollo 13 | 11. Apr. 1970 17. Apr. 1970 | 05d 22h 54m 41s | Jim Lovell     | Jack Swigert                 | Fred Haise          | Auf dem Weg zum Mond Explosion eines Sauerstofftanks im Service Modul (SM) und Leck in der Außenhülle des SMs, Abbruch der Mission, Kabine des Lunar Module (LM) diente der Besatzung zeitweilig als „Rettungsboot“, Swing-by-Manöver am Mond – keine Mondlandung geplanter Landeplatz: Fra Mauro |
| Apollo 14 | 31. Jan. 1971 09. Feb. 1971 | 09d 00h 01m 58s | Alan Shepard   | Stuart Roosa                 | Edgar Mitchell      | Erfolgreiche Landung auf dem ursprünglichen Landeplatz von Apollo 13, Einsatz einer Handkarre Landeplatz: Fra Mauro |
| Apollo 15 | 26. Jul. 1971 07. Aug. 1971 | 12d 07h 11m 53s | David Scott    | Alfred Worden                | James Irwin         | Erste Mission mit dem Mondauto Lunar Roving Vehicle Landeplatz: Hadley-Rille |
| Apollo 16 | 16. Apr. 1972 27. Apr. 1972 | 11d 01h 51m 05s | John Young     | Ken Mattingly                | Charles Duke        | Erste Untersuchung einer Hochebene, Einsatz UV-Kamera, Mondauto Landeplatz: Descartes |
| Apollo 17 | 07. Dez. 1972 19. Dez. 1972 | 12d 13h 51m 59s | Eugene Cernan  | Ronald Evans                 | Harrison Schmitt    | Letzte Mondlandung, Mondauto, Orange Soil gefunden Landeplatz: Taurus-Littrow |

Kurz nach der erfolgreichen Mondlandung von Apollo 11 veröffentlichte die NASA die weitere Planung, die bis Ende 1972 neun weitere Apolloflüge vorsah. Doch bereits im Januar 1970, noch vor der Verzögerung durch die Panne von Apollo 13, wurde Apollo 20 aus Kostengründen gestrichen. Im September 1970 wurden auch die ursprüngliche Apollo-15-Mission sowie Apollo 19 eingespart. Die nicht aus dem Programm gestrichenen Missionen Apollo 16, Apollo 17 und Apollo 18 wurden danach in Apollo 15, Apollo 16 und Apollo 17 umbenannt.
Die nach dem Abschluss der Mondflüge noch vorhandenen Apollo-Raumschiffe und Saturnraketen wurden für das Skylab-Projekt 1973/74 und das Apollo-Sojus-Test-Projekt 1975 verwendet.
| Mission                    | Start und Landung                                                              | Dauer          | Besatzung CDR: Kommandant CMP: Pilot des Apollo-Raumschiffs SCI: Wissenschaftsastronaut DMP: Pilot des Dockingmoduls | Bemerkung                                                                                |
| -------------------------- | ------------------------------------------------------------------------------ | -------------- | --- | ---------------------------------------------------------------------------------------- |
| Skylab 1                   | 14. Mai 1973 11. Jul. 1979                                                     |                | unbemannt | Start der Skylab-Station, Beschädigung Solarzellenausleger, Trägersystem: Saturn V       |
| Skylab 1                   | 6 Jahre nach Ende der Skylab-Missionen beim Eintritt in Erdatmosphäre verglüht |                | unbemannt | Start der Skylab-Station, Beschädigung Solarzellenausleger, Trägersystem: Saturn V       |
| Skylab 2                   | 25. Mai 1973 22. Jun. 1973                                                     | 28d 0h 49m 49s | Pete Conrad (CDR), Paul Weitz (CMP), Joseph Kerwin (SCI)                                                             | Erstbesatzung Skylab, Reparatur Solarzellen und Hitzeschild, Trägersystem: Saturn 1B     |
| Skylab 3                   | 28. Jul. 1973 25. Sep. 1973                                                    | 59d 1h 09m 04s | Alan Bean (CDR), Jack Lousma (CMP), Owen Garriott (SCI)                                                              | Zweite Besatzung Skylab, Reparatur Hitzeschild, Trägersystem: Saturn 1B                  |
| Skylab 4                   | 16. Nov. 1973 08. Feb. 1974                                                    | 84d 1h 16m 00s | Gerald Carr (CDR), William Pogue (CMP), Edward Gibson (SCI)                                                          | Dritte Besatzung Skylab, Trägersystem: Saturn 1B                                         |
| Apollo-Sojus- Test-Projekt | 15. Jul. 1975 24. Jul. 1975                                                    | 09d 1h 28m 00s | Tom Stafford (CDR), Vance Brand (CMP), Deke Slayton (DMP)                                                            | Kopplung mit Sojus 19 Besatzung: Alexei Leonow, Waleri Kubassow, Trägersystem: Saturn 1B |

## Wissenschaft
Dem Apollo-Programm wird vielfach ein zu geringer wissenschaftlicher Nutzen vorgeworfen. Das Ex-Missionsmitglied William Anders meint, Apollo sei „kein wissenschaftliches Programm“ gewesen, in Wahrheit habe es sich um eine „Schlacht im Kalten Krieg“ gehandelt. „Sicherlich, wir haben ein paar Gesteinsbrocken gesammelt und ein paar Fotos gemacht, aber wäre da nicht dieser Wettlauf mit den Russen gewesen, hätten wir niemals die Unterstützung der Steuerzahler gehabt.“ Nach dem Erfolg von Apollo 11 kündigten einige Forscher bei der NASA, darunter der damalige NASA-Chefgeologe Eugene Shoemaker. Er vertrat den Standpunkt, dass der wissenschaftliche Ertrag durch unbemannte Sonden zu einem Fünftel der Kosten und bereits drei bis vier Jahre früher hätte erbracht werden können.
Der Schwerpunkt der wissenschaftlichen Arbeit der Astronauten auf dem Mond lag in der Geologie. Insgesamt 382 Kilogramm Mondgestein wurden auf den sechs Missionen zur Erde zurückgebracht.
Weitere Projekte waren zum Beispiel das Solar Wind Composition Experiment der Universität Bern, das fünfmal auf den Mond mitgenommen wurde, und das Aufstellen von Reflektoren auf der Oberfläche des Mondes zu Vermessungszwecken. Diese bei Apollo 11 im Mare Tranquillitatis, nördlich des Kraters Fra Mauro und Apollo 15 an der Hadley-Rille aufgestellten Laserreflektoren (LRRR) ermöglichen bis heute präzise die Entfernung zwischen Mond und Erde bis auf wenige Zentimeter genau zu messen. Die Entwicklung des für dessen Tripelprismen verwendeten hochtemperaturfesten Quarzglases mit besonders niedrigen Brechungsindex und die Herstellung der Prismen wurde von der Firma Heraeus in Hanau unter anderem von den Ingenieuren Heinrich Mohn und Peter Hitzschke durchgeführt.

## Verschwörungstheorien
Wie bei vielen Ereignissen von so großer politischer Tragweite wurden auch die Mondlandungen zum Objekt zahlreicher Verschwörungstheorien. Diese gehen davon aus, dass die Mondlandungen in den Jahren 1969 bis 1972 nicht stattgefunden haben (oft geht es auch nur um die erste bemannte Mondlandung), sondern von der NASA und der US-amerikanischen Regierung vorgetäuscht worden sind. Die Verschwörungstheorien haben seit den 1970ern, durch den Autor Bill Kaysing, jedoch verstärkt wieder seit 2001, Verbreitung gefunden. Keine der Verschwörungstheorien liefert einen nachvollziehbaren, wissenschaftlich haltbaren Zweifel an den erfolgten Mondlandungen.

## Filme
- For All Mankind – Ein großer Schritt für die Menschheit (For All Mankind), USA 1989, Dokumentarfilm von Al Reinert
- Moon Shot, Dokumentation über das Apollo-Programm, USA 1994 (nach einem Buch der Apollo-Astronauten Alan Shepard und Deke Slayton u. a.)
- Apollo 13, 1995
- From the Earth to the Moon, 1998
- Im Schatten des Mondes, 2007, Dokumentation von David Sington mit Archivmaterial und Interviews
- Moonshot, Dokudrama über die erste Mondlandung 1969 mit Apollo 11, GB 2009
- Moon Machines, Discovery Science Channel, 2010
- Das größte Abenteuer der Menschheit – Geheimnisse des Apollo-Programms, Dokumentation von Stephan Bleek und Peter Kocyla für das ZDF, Deutschland, 2015
- First Man, Aufbruch zum Mond, 2018
- Apollo 11, US-Dokumentarfilm, 2019
- Apollo 18, US-Horrorfilm, 2011